# Julijan Knežević
Julijan Knežević, en serbio:Јулијан Кнежевић, Julijan Knežević; (Vitkovo, Aleksandrovac, entonces Reino de Serbia hoy Serbia, 19 de agosto de 1918 - Monasterio de Gradac, 16 de julio de 2001) fue el archimandrita, higúmeno más importante de la Iglesia ortodoxa de Serbia, desde el 11 de septiembre de 1961 hasta su fallecimiento.

## Biografía
Nacido el 19 de agosto de 1918 en el pueblo de Vitkovo, recibió el nombre de Radomir en el bautismo. Se graduó de la escuela primaria en su pueblo natal. En 1931 se graduó del seminario teológico en Prizren. Posteriormente completó sus estudios en la facultad de teología de la Universidad de Belgrado.
En febrero de 1937 recibió una tonsura monástica del Monasterio de Visoki Dečani con el nombre de Julijan.
Consagrado hierodiácono en Monasterio de Rača, y luego en el Monasterio de Žiča entre 1937. En 1938, Julijan fue ordenado al rango de hieromonje. Ese mismo año fue ordenado como protosyncellus, y en 1939 como archimandrita.
Archimandrita Julijan fue elegido como higúmeno de Monasterio de Studenica 11 de septiembre de 1961, donde fue de su fallecimento.
Su periodo como higúmeno Monasterio de Studenica de 50 años es uno de los más largos en la historia de la Iglesia ortodoxa de Serbia.
El Archimandrita Julijan falleció en el Monasterio de Gradac en Raška, el 16 de julio de 2001, a la edad de 82 años, siendo sepultado en la Monasterio de Gradac.